# New Jersey Nets 1994-1995
La stagione 1994-95 dei New Jersey Nets fu la 19ª nella NBA per la franchigia.
I New Jersey Nets arrivarono quinti nella Atlantic Division della Eastern Conference con un record di 30-52, non qualificandosi per i play-off.

## Roster
| N° | Naz.                   | Ruolo | Sportivo          | Anno | Alt. | Peso |
| -- | ---------------------- | ----- | ----------------- | ---- | ---- | ---- |
| 00 | Stati Uniti (bandiera) | C     | Benoit Benjamin   | 1964 | 213  | 113  |
| 1  | Stati Uniti (bandiera) | G     | Chris Childs      | 1967 | 191  | 88   |
| 2  | Stati Uniti (bandiera) | G     | Rex Walters       | 1970 | 193  | 86   |
| 4  | Stati Uniti (bandiera) | AC    | Rick Mahorn       | 1958 | 208  | 109  |
| 7  | Stati Uniti (bandiera) | G     | Kenny Anderson    | 1970 | 183  | 76   |
| 9  | Stati Uniti (bandiera) | GA    | Sean Higgins      | 1968 | 206  | 93   |
| 11 | Nigeria (bandiera)     | C     | Yinka Dare        | 1972 | 213  | 120  |
| 12 | Stati Uniti (bandiera) | G     | Sleepy Floyd      | 1960 | 191  | 77   |
| 21 | Stati Uniti (bandiera) | G     | Kevin Edwards     | 1965 | 191  | 86   |
| 33 | Stati Uniti (bandiera) | C     | Dwayne Schintzius | 1968 | 216  | 118  |
| 34 | Stati Uniti (bandiera) | A     | Chris Morris      | 1966 | 203  | 95   |
| 42 | Stati Uniti (bandiera) | AC    | P.J. Brown        | 1969 | 211  | 102  |
| 43 | Stati Uniti (bandiera) | C     | Armon Gilliam     | 1964 | 206  | 104  |
| 44 | Stati Uniti (bandiera) | A     | Derrick Coleman   | 1967 | 208  | 104  |
| 55 | Stati Uniti (bandiera) | AC    | Jayson Williams   | 1968 | 206  | 109  |

## Staff tecnico
- Allenatore: Butch Beard
- Vice-allenatori: Jerry Eaves, Paul Silas, John Wetzel